# Tourville-sur-Odon
Tourville-sur-Odon ist eine französische Gemeinde im Département Calvados in der Region Normandie liegt. Sie gehört zum Arrondissement Caen und ist Teil des Kantons Caen-1. Die Gemeinde hat 1.140 Einwohner (Stand: 1. Januar 2022), die sich Tourvillais nennen.

## Geografie
Tourville-sur-Odon liegt etwa zehn Kilometer westsüdwestlich von Caen am Fluss Odon, der die Gemeinde im Süden begrenzt. Umgeben wird Tourville-sur-Odon von den Nachbargemeinden Mondrainville im Norden und Westen, Mouen im Osten und Nordosten sowie Baron-sur-Odon im Süden und Südosten.

## Bevölkerungsentwicklung
| 1962                      | 1968 | 1975 | 1982 | 1990 | 1999 | 2006 | 2013 |
| ------------------------- | ---- | ---- | ---- | ---- | ---- | ---- | ---- |
| 314                       | 295  | 300  | 515  | 889  | 1067 | 1141 | 1027 |
| Quelle: Cassini und INSEE |      |      |      |      |      |      |      |

## Sehenswürdigkeiten

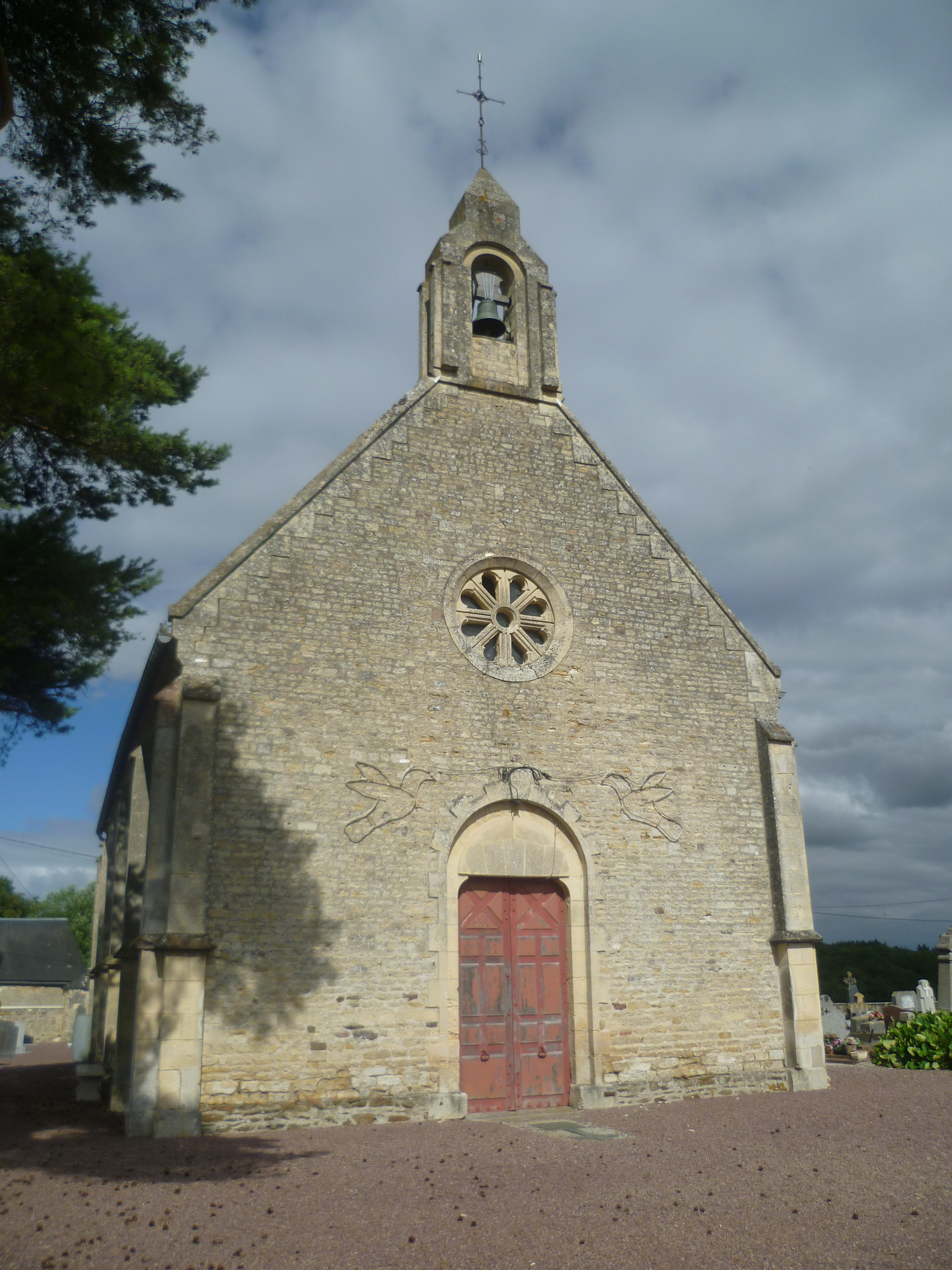
Kirche

- Kirche

## Gemeindepartnerschaften
Mit der deutschen Gemeinde Hambühren in Niedersachsen besteht seit 1992 eine Partnerschaft.